# Psophodidae
Gli Psophodidae Bonaparte, 1854 sono una famiglia di uccelli passeriformi.

## Descrizione

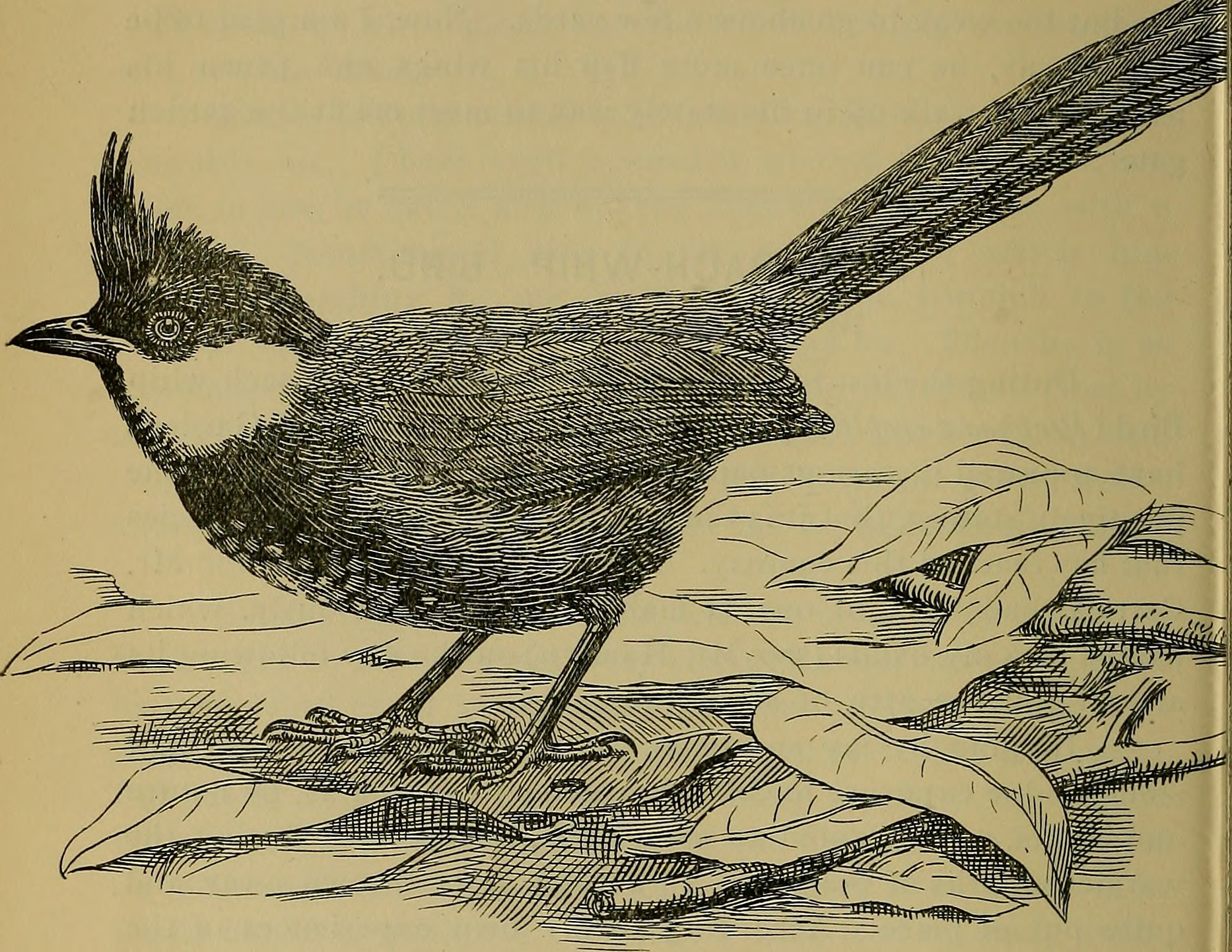
Illustrazione di maschio di Psophodes olivaceus.

Si tratta di uccelli di dimensioni medio-piccole (dai 17 ai 31 cm): anche il loro aspetto è molto variabile, con alcune specie che somigliano a dei tordi dalla lunga coda e dalla colorazione vivace (i garruli splendidi), altre massicce e dalla colorazione mimetica beige e nera, con aspetto bizzarramente simile a una sorta di incrocio fra un merlo e una grandule (i tordi quaglia) ed altre ancora che ricordano dei cardinali dalla cresta erettile e dalla colorazione scura (uccello frustino e becchi a cuneo).

## Distribuzione e habitat
La famiglia ha diffusione australo-papuana, coi garruli splendidi e l'uccello frustino che vivono in Nuova Guinea ed i becchi a cuneo che popolano l'Australia, mentre i tordi quaglia popolano ambedue le sponde dello stretto di Torres.
Le specie ascritte alla famiglia popolano un po' tutti gli ambienti alberati, con gran parte delle specie australiane che sono adattate agli ambienti secchi, mentre quelle neoguineane sono abitatrici della foresta pluviale.

## Biologia
Alla famiglia vengono ascritti uccelli diurni, che vivono in coppie o in gruppetti familiari, dimostrandosi (pur essendo in grado di volare, anche se non si tratta in nessun caso di volatori provetti) prevalentemente terricoli.
Tutte le specie di Psophodidae sono insettivore, e usano le forti zampe ed il becco per smuovere le foglie morte, i detriti ed i sassi per reperire il proprio nutrimento.
Le specie ascritte alla famiglia sono tutte monogame e nidificano fra i cespugli a poca distanza dal suolo o al suolo stesso, costruendo nidi a coppa.

## Tassonomia
Alla famiglia vengono ascritti quattro generi, per un totale di 16 specie:
Famiglia Psophodidae
- Genere Androphobus
  - Androphobus viridis (Rothschild & Hartert, 1911) - uccello frustino papua
- Genere Psophodes
  - Psophodes olivaceus (Latham, 1801) - uccello frustino olivaceo
  - Psophodes nigrogularis Gould, 1844 - garrulo olivaceo occidentale
  - Psophodes cristatus (Gould, 1838) - becco a cuneo cinguettante
  - Psophodes occidentalis (Mathews, 1912) - becco a cuneo cembalista
- Genere Ptilorrhoa
  - Ptilorrhoa leucosticta (Sclater, 1874) - garrulo splendido maculato
  - Ptilorrhoa caerulescens (Temminck, 1836) - garrulo splendido azzurro
  - Ptilorrhoa geislerorum (Meyer, 1892) - garrulo splendido testabruna
  - Ptilorrhoa castanonota (Salvadori, 1876) - garrulo splendido dorsocastano
- Genere Cinclosoma
  - Cinclosoma punctatum (Shaw, 1795) - tordo quaglia mascherato
  - Cinclosoma castanotum Gould, 1840 - tordo quaglia castano
  - Cinclosoma cinnamomeum Gould, 1846 - tordo quaglia cannella
  - Cinclosoma alisteri Mathews, 1910 - tordo quaglia di Nullarbor
  - Cinclosoma castaneothorax Gould, 1849 - tordo quaglia pettocastano
  - Cinclosoma marginatum Sharpe, 1883 - tordo quaglia occidentale
  - Cinclosoma ajax (Temminck, 1836) - tordo quaglia pittato

La sistematica della famiglia ha subito numerose variazioni ed è ancora lungi dall'essere chiarita: in passato i suoi membri venivano ascritti agli Orthonychidae, in un grande taxon contenitore comprendente anche l'ifrita ed il garrulo ralloide. Nella Tassonomia degli uccelli di Sibley-Ahlquist venne appurata la polifilia della famiglia, con successivo scorporo (fra gli altri) degli attuali Psophodidae, ascritti con due sottofamiglie (Cinclosomatinae e Psophodinae) ai Corvidae.

Con le nuove analisi a livello molecolare, le specie ascritte alla famiglia sono risultate parte della radiazione evolutiva basaòe australo-papuana dei passeriformi, e come tali piazzate fra i Corvida: anche qui le relazioni filetiche fra i vari generi rimangono incerte, coi tordi quaglia e i garruli splendidi che appaiono molto basali ed i becchi a cuneo e l'uccello frustino papua che sembrano mostrare affinità con Eulacestomatidae ed Oreoicidae. I due cladi sono sister taxa, e probabilmente ulteriori revisioni tassonomiche sono prossime.